# Randy Jackson (American Idol)
Randall Darius "Randy" Jackson (Baton Rouge, 23 de junho de 1956) é um baixista, cantor, produtor musical e personalidade da televisão, mais conhecido pelo seu papel como jurado no seriado American Idol e como produtor executivo do MTV's America's Best Dance Crew.

## Vida pessoal
Randy Jackson nasceu em 23 de Junho de 1956 em Baton Rouge, Louisiana, EUA. Seu primeiro casamento foi com Elizabeth Jackson, dissolvido em 1990. Eles tiveram uma filha chamada Taylor. Em 1995, Randy casou-se com Erika Riker, com quem tem dois filhos: uma filha de 14 anos chamada Zoe e um filho de 12 anos chamado Jordan. Em 2003, Randy perdeu 52 kg depois de uma cirurgia gástrica. Ele mencionou em um comercial em fevereiro de 2008 que tem diabetes tipo 2.